# 比基什鄉
46°22′N 24°06′E / 46.367°N 24.100°E
比基什鄉（羅馬尼亞語：Comuna Bichiș, Mureș），是羅馬尼亞的鄉份，位於該國中部，由穆列什縣負責管轄，面積47平方公里，海拔高度310米，2007年人口980，人口密度每平方公里21人。